# Rajd Włoch 1998
Rezultaty Rajdu Włoch (40º Rallye Sanremo – Rallye d’Italia), eliminacji Rajdowych Mistrzostw Świata w 1998 roku, który odbył się w dniach 12 października – 14 października. Była to jedenasta runda czempionatu w tamtym roku i czwarta na asfalcie, a także dwunasta w Production World Rally Championship i dziesiąta w mistrzostwach Włoch. Bazą rajdu było miasto San Remo. Zwycięzcami rajdu została fińska załoga Tommi Mäkinen i Risto Mannisenmäki w Mitsubishi Lancerze Evo V. Wyprzedzili oni Włochów Piera Liattiego i Fabrizię Pons w Subaru Imprezie WRC i Brytyjczyków Colina McRae i Nicky’ego Grista, także w Subaru Imprezie WRC. Z kolei w Production WRC zwyciężyła włoska załoga Gianluigi Galli i Guido D’Amore w Mitsubishi Carismie GT Evo V.
Rajdu nie ukończyły trzy załogi fabryczne. Francuz Didier Auriol w Toyocie Corolli WRC miał wypadek na 11. odcinku specjalnym. Fin Juha Kankkunen w Fordzie Escorcie WRC uległ wypadkowi na 13. odcinku specjalnym, a jego rodak Harri Rovanperä w Seacie Córdobie WRC – na 3. odcinku specjalnym.

## Klasyfikacja ostateczna
| Miejsce                | Zawodnik               | Pilot                  | Samochód                     | Czas                   | Strata                 | Grupa                  | Punkty                 |                        |
| Klasyfikacja generalna | Klasyfikacja generalna | Klasyfikacja generalna | Klasyfikacja generalna       | Klasyfikacja generalna | Klasyfikacja generalna | Klasyfikacja generalna | Klasyfikacja generalna | Klasyfikacja generalna |
| ---------------------- | ---------------------- | ---------------------- | ---------------------------- | ---------------------- | ---------------------- | ---------------------- | ---------------------- | ---------------------- |
| 1.                     | Tommi Mäkinen          | Risto Mannisenmäki     | Mitsubishi Lancer Evo V      | 4:34:34.5              |                        | A8 M                   | 10                     |                        |
| 2.                     | Piero Liatti           | Fabrizia Pons          | Subaru Impreza WRC           | 4:34:50.3              | +15.8                  | A8 M                   | 6                      |                        |
| 3.                     | Colin McRae            | Nicky Grist            | Subaru Impreza WRC           | 4:36:04.9              | +1:30.4                | A8 M                   | 4                      |                        |
| 4.                     | Carlos Sainz           | Luis Moya              | Toyota Corolla WRC           | 4:36:06.4              | +1:31.9                | A8 M                   | 3                      |                        |
| 5.                     | Gilles Panizzi         | Hervé Panizzi          | Peugeot 306 Maxi             | 4:37:55.7              | +3:21.2                | A7                     | 2                      |                        |
| 6.                     | Bruno Thiry            | Stéphane Prévot        | Ford Escort WRC              | 4:38:21.6              | +3:47.1                | A8 M                   | 1                      |                        |
| 7.                     | Richard Burns          | Robert Reid            | Mitsubishi Carisma GT Evo V  | 4:39:15.8              | +4:41.3                | A8 M                   |                        |                        |
| 8.                     | Andrea Dallavilla      | Danilo Fappani         | Subaru Impreza WRC           | 4:39:39.5              | +5:05.0                | A8                     |                        |                        |
| 9.                     | Andrea Aghini          | Loris Roggia           | Toyota Corolla WRC           | 4:40:10.8              | +5:36.3                | A8                     |                        |                        |
| 10.                    | Andrea Navarra         | Renzo Casazza          | Subaru Impreza 555           | 4:40:28.6              | +5:54.1                | A8                     |                        |                        |
| PWRC                   |                        |                        |                              |                        |                        |                        |                        |                        |
| 1. (19.)               | Gianluigi Galli        | Guido D’Amore          | Mitsubishi Carisma GT Evo V  | 4:53:27.5              |                        | N4                     | 10                     |                        |
| 2. (20.)               | Mario Stagni           | Roberto Paganoni       | Mitsubishi Carisma GT Evo IV | 4:11:40.5              | +35.4                  | N4                     | 6                      |                        |
| 3. (24.)               | Gustavo Trelles        | Martin Christie        | Mitsubishi Lancer Evo V      | 4:58:20.9              | +4:53.4                | N4                     | 4                      |                        |
| 4. (27.)               | Ettore Baita           | Fabio Donini           | Mitsubishi Lancer Evo V      | 5:12:29.7              | +19:02.2               | N4                     | 3                      |                        |
| 5. (28.)               | Riccardo Accornero     | Fabio Tallini          | Mitsubishi Lancer Evo V      | 4:21:28.9              | +10:19.9               | N4                     | 2                      |                        |
| 6. (29.)               | Italo Ferrara          | Gabriele Bobbio        | Mitsubishi Lancer Evo V      | 5:12:30.5              | +19:03.0               | N4                     | 1                      |                        |
| 2L WRC                 |                        |                        |                              |                        |                        |                        |                        |                        |
| 1. (5.)                | Gilles Panizzi         | Hervé Panizzi          | Peugeot 306 Maxi             | 4:37:55.7              | -                      | A7                     |                        |                        |
| 2. (14.)               | Renato Travaglia       | Flavio Zanella         | Peugeot 306 Maxi             | 4:45:56.2              | +8:00.5                | A7                     |                        |                        |
| 3. (21.)               | Luca Pedersoli         | Giovanni Bernacchini   | Renault Mégane Maxi          | 4:54:21.4              | +16:25.7               | A7                     |                        |                        |

1. ↑  Litera M przy oznaczeniu grupy do której należy samochód oznacza, iż tylko ci kierowcy zdobywali punkty dla swoich zespołów liczonych w klasyfikacji producentów na koniec sezonu.

## Zwycięzcy odcinków specjalnych
| Dzień      | Odcinek | G. rozp. | Nazwa                | Długość  | Zwycięzca                       | Czas    | Lider rajdu                |
| ---------- | ------- | -------- | -------------------- | -------- | ------------------------------- | ------- | -------------------------- |
| 1 (12 PAŹ) | SS1     | 08:40    | Coldirodi 1          | 10.12 km | Piero Liatti                    | 6:34.6  | Piero Liatti               |
| 1 (12 PAŹ) | SS2     | 08:58    | Baiardo 1            | 16.86 km | Tommi Mäkinen                   | 12:04.5 | Tommi Mäkinen              |
| 1 (12 PAŹ) | SS3     | 10:07    | Langan 1             | 18.29 km | Piero Liatti                    | 12:39.4 | Tommi Mäkinen              |
| 1 (12 PAŹ) | SS4     | 12:50    | Pantasina 1          | 9.28 km  | Jesús Puras                     | 6:25.5  | Tommi Mäkinen              |
| 1 (12 PAŹ) | SS5     | 13:37    | Colle d'Oggia 1      | 20.35 km | Piero Liatti                    | 13:53.5 | Piero Liatti Tommi Mäkinen |
| 1 (12 PAŹ) | SS6     | 15:45    | Coldirodi 2          | 10.12 km | Tommi Mäkinen                   | 6:27.7  | Tommi Mäkinen              |
| 1 (12 PAŹ) | SS7     | 16:03    | Baiardo 2            | 16.86 km | Tommi Mäkinen                   | 11:57.2 | Tommi Mäkinen              |
| 1 (12 PAŹ) | SS8     | 17:12    | Langan 2             | 18.29 km | Didier Auriol                   | 12:36.9 | Tommi Mäkinen              |
| 3 (13 PAŹ) | SS9     | 09:06    | Loazzolo 1           | 10.80 km | Richard Burns                   | 7:40.7  | Tommi Mäkinen              |
| 3 (13 PAŹ) | SS10    | 09:37    | Madonna della Neve 1 | 14.10 km | Tommi Mäkinen                   | 10:18.1 | Tommi Mäkinen              |
| 3 (13 PAŹ) | SS11    | 10:11    | Torre del Vengore 1  | 14.83 km | Andrea Dallavilla               | 8:22.9  | Tommi Mäkinen              |
| 3 (13 PAŹ) | SS12    | 11:46    | Turpino 1            | 24.45 km | Gilles Panizzi                  | 15:37.1 | Tommi Mäkinen              |
| 3 (13 PAŹ) | SS13    | 12:35    | Ponzone 1            | 22.68 km | Tommi Mäkinen                   | 17:39.3 | Tommi Mäkinen              |
| 3 (13 PAŹ) | SS14    | 14:55    | Loazzolo 2           | 10.80 km | Colin McRae                     | 7:30.5  | Tommi Mäkinen              |
| 3 (13 PAŹ) | SS15    | 15:26    | Madonna della Neve 2 | 14.10 km | Colin McRae                     | 10:03.3 | Tommi Mäkinen              |
| 3 (13 PAŹ) | SS16    | 16:00    | Torre del Vengore 2  | 14.83 km | Tommi Mäkinen Andrea Dallavilla | 8:15.3  | Tommi Mäkinen              |
| 3 (13 PAŹ) | SS17    | 17:35    | Turpino 2            | 24.45 km | Tommi Mäkinen                   | 15:31.0 | Tommi Mäkinen              |
| 3 (13 PAŹ) | SS18    | 18:24    | Ponzone 2            | 22.68 km | Tommi Mäkinen                   | 17:21.5 | Tommi Mäkinen              |
| 3 (14 PAŹ) | SS20    | 07:46    | Bignone 1            | 10.31 km | Gilles Panizzi                  | 6:45.6  | Tommi Mäkinen              |
| 3 (14 PAŹ) | SS20    | 08:03    | Monte Ceppo 1        | 28.08 km | Tommi Mäkinen                   | 19:28.9 | Tommi Mäkinen              |
| 3 (14 PAŹ) | SS21    | 11:00    | Pantasina 2          | 9.28 km  | Gilles Panizzi                  | 6:25.2  | Tommi Mäkinen              |
| 3 (14 PAŹ) | SS22    | 11:47    | Colle d'Oggia 2      | 20.35 km | Gilles Panizzi                  | 13:44.1 | Tommi Mäkinen              |
| 3 (14 PAŹ) | SS23    | 14:01    | Bignone 2            | 10.31 km | Gilles Panizzi                  | 6:40.9  | Tommi Mäkinen              |
| 3 (14 PAŹ) | SS24    | 14:19    | Monte Ceppo 2        | 28.08 km | Piero Liatti                    | 19:24.7 | Tommi Mäkinen              |

## Klasyfikacja po 11 rundach
Tabele przedstawiają tylko pięć pierwszych miejsc.

### Kierowcy
| Lp. | Kierowca       | Pkt |
| --- | -------------- | --- |
| 1   | Carlos Sainz   | 50  |
| 2   | Tommi Mäkinen  | 48  |
| 3   | Colin McRae    | 42  |
| 4   | Juha Kankkunen | 31  |
| 5   | Didier Auriol  | 30  |

### Producenci
| Lp. | Producent           | Pkt |
| --- | ------------------- | --- |
| 1   | Toyota Castrol Team | 75  |
| 2   | Mitsubishi Ralliart | 71  |
| 3   | 555 Subaru WRT      | 62  |
| 4   | Ford Motor Co. Ltd. | 41  |